# Lyrcus albopilosella
Lyrcus albopilosella is een vliesvleugelig insect uit de familie Pteromalidae. De wetenschappelijke naam is voor het eerst geldig gepubliceerd in 1913 door Cameron.